# Parafia św. Michała Archanioła w Starym Korninie
Parafia św. Michała Archanioła – parafia prawosławna w Starym Korninie, w dekanacie Hajnówka diecezji warszawsko-bielskiej.
Na terenie parafii funkcjonują 2 cerkwie i 1 kaplica:
- cerkiew św. Michała Archanioła w Starym Korninie – parafialna
- cerkiew św. Anny w Starym Korninie – pomocnicza
- kaplica św. Proroka Eliasza w Morzu – cmentarna

## Historia
Parafia powstała w 1631, na co wskazuje do dziś zachowany się kamień z napisem „Sozdan siej chram roku 1631”. Wcześniej wierni należeli do parafii w Starym Berezowie i Dubiczach Cerkiewnych. Budowę pierwszej cerkwi w Starym Korninie rozpoczęto 7 listopada 1630, a ukończono 25 sierpnia 1631, nadając jej podwójne wezwanie: św. Michała Archanioła i św. Anny. Świątynię wzniesiono na gruntach podarowanych przez pierwszego proboszcza, o. Szymona Simonowicza. Parafia swoim zasięgiem objęła wsie: Stary Kornin, Jahodnik, Koryciszcza, Mochnate, Morze, Popławskie, Stok i Witułtowo.
W 1639 wraz z nadaniami ziemskimi (dekretem starosty Kazimierza Mikołaja Sapiehy) dla proboszcza Jana Simonowicza parafia stała się unicką. Od 1709 w cerkwi znajdowała się cudowna ikona Matki Bożej Korniańskiej, której oryginał został wywieziony ze Starego Kornina dopiero w 1915 podczas ewakuacji prawosławnych na wschód. Księga cudów przed ikoną, spisywana w latach 1717–1724 jako Sprawa związana z pojawieniem się cudownego obrazu dekanatu bielskiego, biskupstwa brzeskiego, w cerkwi kornińskiej z lat 1716–1724 znajduje się w Centralnym
Państwowym Archiwum Historycznym Rosji w Sankt Petersburgu. Wskutek znacznego napływu pielgrzymów i złego stanu technicznego cerkwi postanowiono zbudować nową, bardziej okazałą świątynię. Fundatorem cerkwi (pod wezwaniem św. Michała Archanioła), której budowę rozpoczęto 26 maja 1724, był hetman Jan Klemens Branicki. W sprawozdaniu z wizytacji, mającej miejsce w 1727 można przeczytać: „...drewniana, niby obok z starą stojącą na Wschód Zimowy in formom krzyża. Machina Wielka z kaplicami Zakrystyami y z Skarbcem ze Srzodkiem okrągłym dość wyniosłym. Kopuła wielka z Krzyżem nie dołączona po czterech Rogach Kopułki Małe. Na jednej krzyż na drugiej imię Jezus na trzeciej imię Maria wielkiej wspaniałości.”. Do nowej świątyni przeniesiono ołtarz ufundowany w 1715 (zachował się do dziś; znajduje się w obecnej cerkwi parafialnej). W 1732 umieszczono ikonostas ozdobnymi królewskie wrota (znajdujący się obecnie w „małej” cerkwi). W ciągu XVIII w., w wyniku latynizacji życia religijnego, świątynię wyposażono w organy, tabernakulum, monstrancje. W 1773 wzniesiono w Starym Korninie pomocniczą cerkiew (pod wezwaniem św. Anny), istniejącą do dziś.
W 1839, po likwidacji unii na Białostocczyźnie w wyniku synodu w Połocku, parafia powróciła do prawosławia. Cerkiew św. Anny rozbudowano w 1860 i 1892 (dobudowano wtedy wieżę-dzwonnicę). Na początku lat 90. XIX w. rozebrano będącą w bardzo złym stanie technicznym cerkiew parafialną. Na jej miejscu wzniesiono nową świątynię (również pod wezwaniem św. Michała Archanioła), ukończoną w 1893. Ikonostas do tej cerkwi wykonał Jegor Aleksandrowicz Mołokin z Wilna; znaczna część ikon i utensyliów pochodziła z poprzedniej świątyni. Na początku XX w. cerkiew parafialna wzbogaciła się o ikony sprowadzone ze Świętej Góry Atos.
Działalność parafii została przerwana w 1915, kiedy to w wyniku działań wojennych ludność prawosławna udała się na bieżeństwo. Otoczona kultem ikona Matki Bożej została wywieziona w głąb Rosji, skąd nigdy nie powróciła. Po zakończeniu wojny i powrocie parafian władze polskie nie zgodziły się na reaktywowanie parafii; wierni zostali dołączeni do parafii w Dubiczach Cerkiewnych. Ziemię cerkiewną i budynki parafialne przejął zarząd Dyrekcji Lasów Państwowych w Siedlcach. Parafia odzyskała samodzielność dopiero w 1940.
W 1952 na terenie należącego do parafii cmentarza we wsi Morze wzniesiono drewnianą kaplicę pod wezwaniem św. Proroka Eliasza (poprzednia kaplica cmentarna pod wezwaniem św. Tekli, zbudowana w 1810, spłonęła w czasie walk niemiecko-radzieckich w 1941).
7 sierpnia 2011, podczas uroczystości parafialnej metropolita Sawa dokonał oświęcenia Leśniańskiej ikony Matki Bożej, będącej prawdopodobnie kopią zaginionej ikony korniańskiej. Święto ku czci Korniańskiej ikony Matki Bożej zostało ustanowione na pierwszą niedzielę września i od 2011 jest obchodzone jako jedna z głównych uroczystości parafialnych.
W 2016 w sąsiedztwie starokornińskich cerkwi wzniesiono i poświęcono dwa obeliski: upamiętniający 385-lecie parafii (przy cerkwi św. Michała Archanioła) oraz 100-lecie bieżeństwa (przy cerkwi św. Anny).
Do parafii należą miejscowości: Stary Kornin, Koryciski, Jagodniki, Morze, Mochnate i przysiółek Siemiwołoki z ogólną liczbą 700 osób.

## Wykaz proboszczów
- 1631 – ks. Szymon Simonowicz
- 1632 – ks. Jan Simonowicz
- 1727 – ks. Hrehory Symonowicz
- 1727 – ks. Mikołaj Daniłowicz
- 1774 – ks. Gabriel Daniłowicz
- 1805–1838 – ks. Symeon Koźmiński
- 1838–1875 – ks. Celestyn Bren
- 1875–1885 – ks. Jan Budiłowicz
- 1885–1907 – ks. Jarosław Bren
- 1907–1915 – ks. Hipolit Kadłubowski
- W związku z ewakuacją w głąb Rosji (tzw. bieżeństwo) parafia nie funkcjonuje
- 26.11.1921 – 24.06.1925 – ks. Nikita Tomczuk
- 29.09.1926 – 2.09.1927 – ks. Włodzimierz Ciechan (Cechan)
- 23.09.1927 – 3.01.1931 – ks. Antoni Juszko
- 3.01.1931 – 17.09.1931 – ks. Aleksy Kozakiewicz
- 17.09.1931 – 5.10.1933 – ks. Antoni Naruszewicz
- 17.10.1933 – 1.05.1936 – ks. Grzegorz Kratiuk
- 1936–1946 – ks. Bazyli Niekludow
- 1946–1955 – ks. Paweł Nikitiuk
- 1955–1992 – ks. Aleksy Rusinowicz
- 1992–1994 – ks. Grzegorz Ostaszewski
- 1994–2001 – ks. Leon Anchim
- od 2001 – ks. Mikołaj Markiewicz

## Galeria

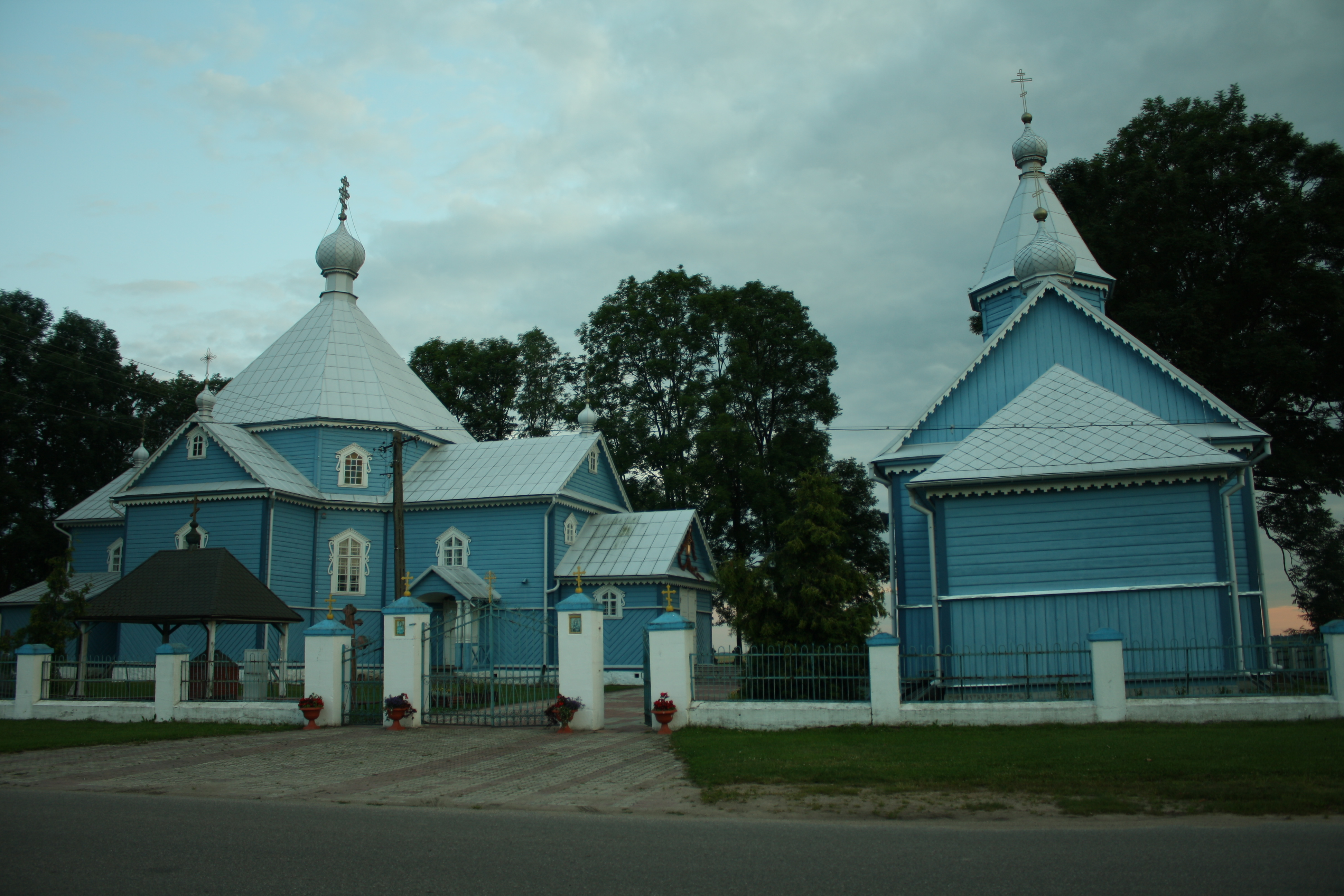
Cerkwie: św. Michała Archanioła (po lewej) i św. Anny
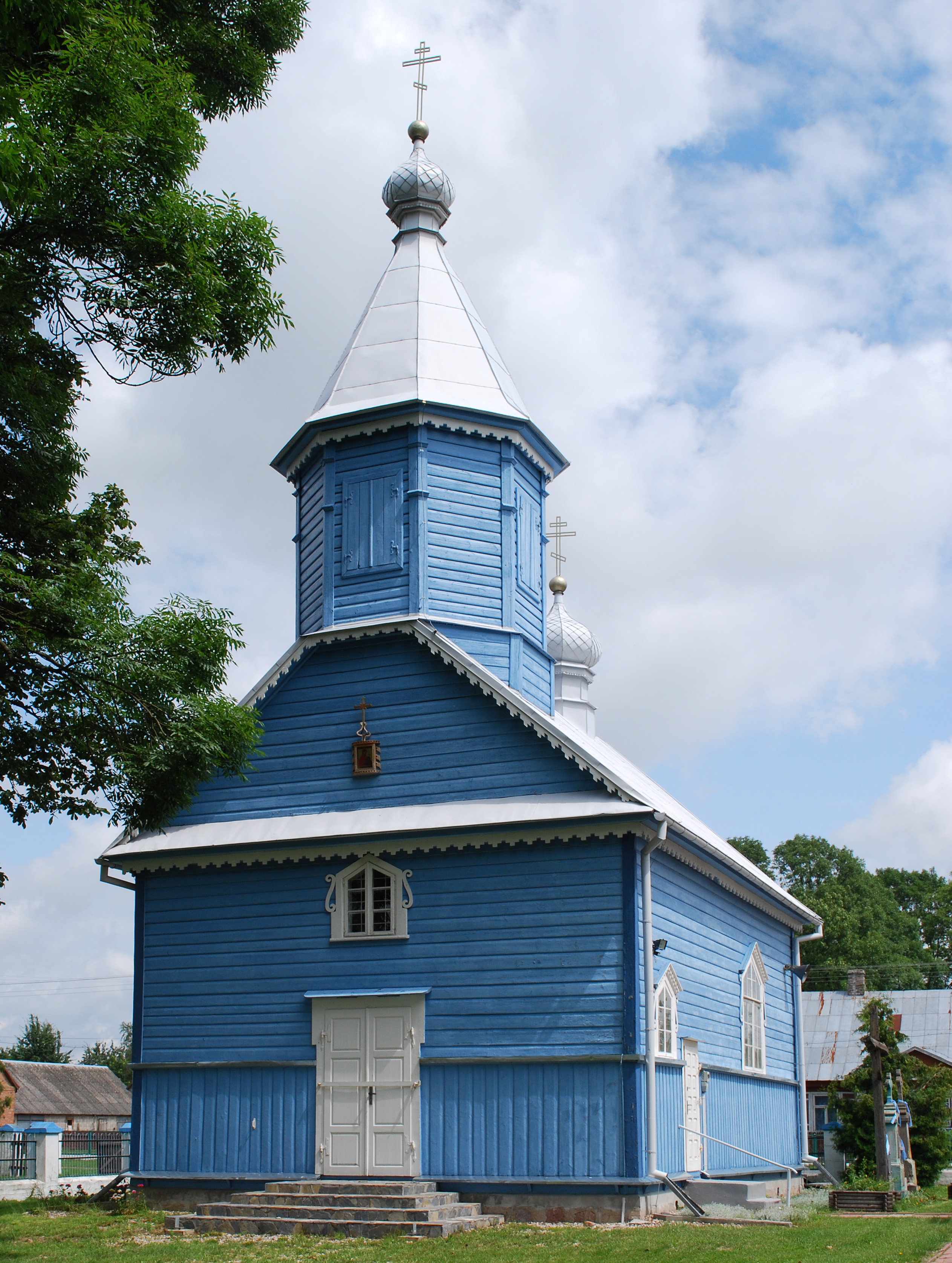
Cerkiew pomocnicza św. Anny
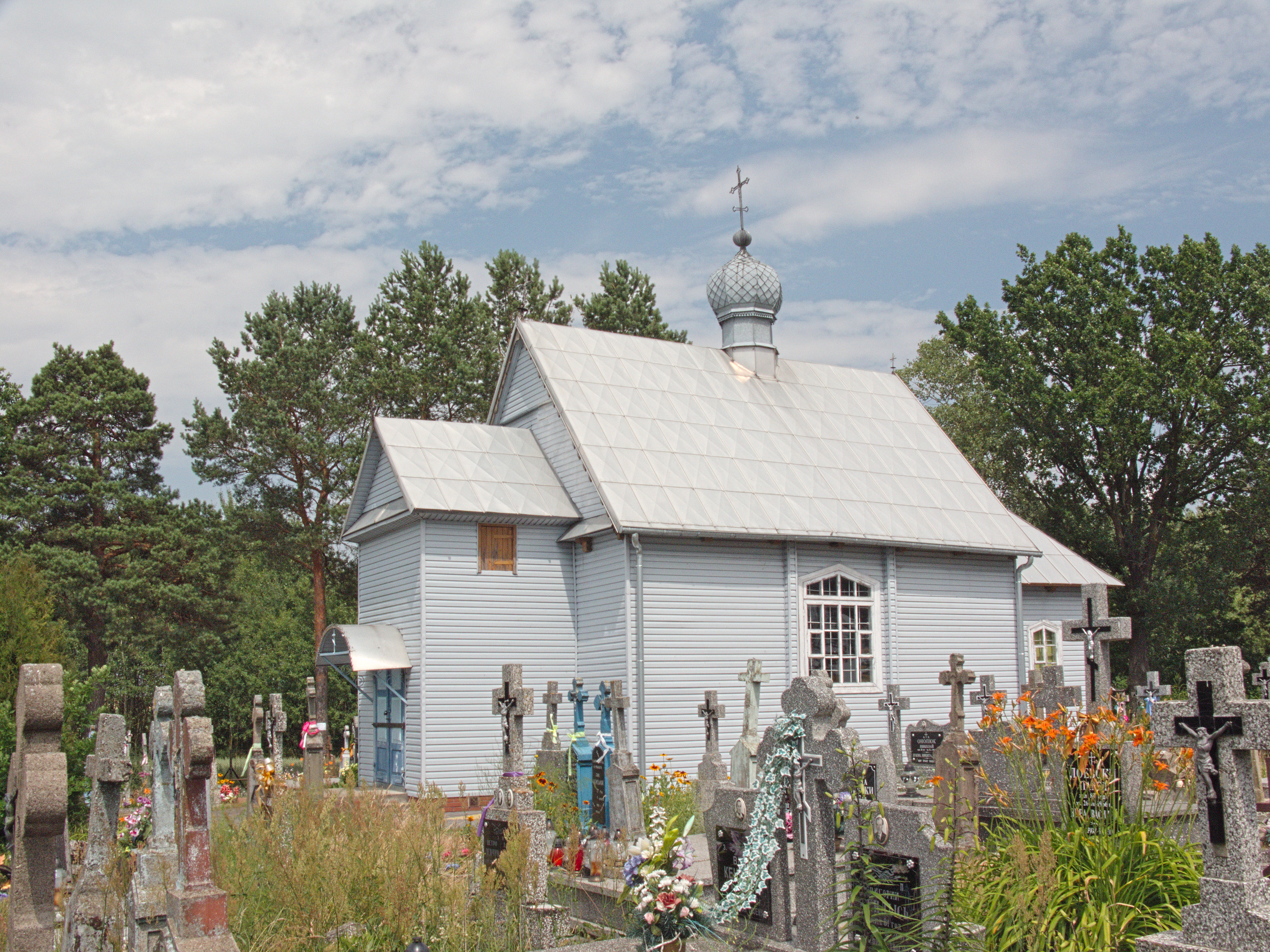
Kaplica cmentarna św. Proroka Eliasza w Morzu